# Bonifatiuskerk (Arle)
De Bonifatiuskerk te Arle is een van de oudste kerken in Oost-Friesland. Het gebouw, oorspronkelijk gebouwd in tufsteen, dateert uit het einde van de twaalfde, begin dertiende eeuw. De toren en westgevel zijn veel jonger, uit de negentiende eeuw.
Het best bewaarde deel van de oorspronkelijke kerk is de noordmuur. De romaanse rondboogvensters zijn hier nog de enige onderbreking in het muurwerk. Aan de zuidzijde zijn later gotische vensters ingebroken.